# Versöhnungskirche (Frankenmarkt)

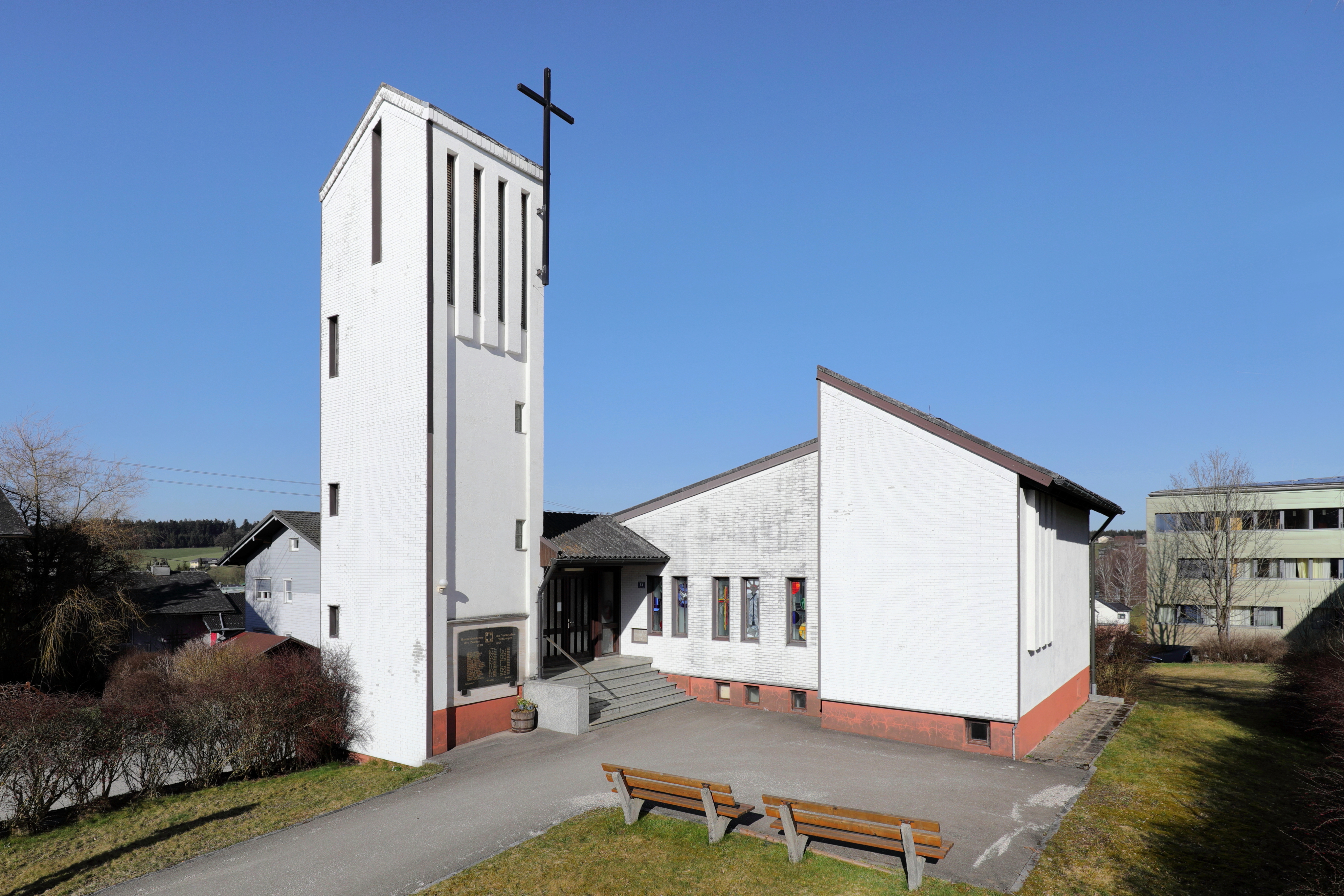
Versöhnungskirche in Frankenmarkt

Die Versöhnungskirche ist ein evangelisches Kirchengebäude in Frankenmarkt, einer Marktgemeinde in Oberösterreich im Bezirk Vöcklabruck  im Hausruckviertel. Als Predigtstation der Evangelischen Pfarrkirche Timelkam gehört sie der Evangelischen Superintendentur A. B. Oberösterreich an.

## Geschichte
Bereits im mittleren 16. Jahrhundert hatte sich in Frankenmarkt wie allgemein in der Region bis zum Einsetzen der Gegenreformation um 1620 das Luthertum als vorherrschendes Bekenntnis etabliert. Erst mit der Flüchtlingsbewegung gegen Ende des Zweiten Weltkriegs und des damit verbundenen verstärkten Zuzugs von Protestanten namentlich aus Siebenbürgen kam es wieder zur Bildung einer eigenen Kirchengemeinde, die zunächst in der katholischen Pfarrkirche Frankenmarkt Gastrecht erhielt. Erst in den Jahren 1971 bis 1973 konnte nach Plänen des Architekten Gerhard Keller mit finanzieller Unterstützung durch die Evangelische Landeskirche in Württemberg und durch den Arbeitseinsatz des Evangelischen Berufstätigenwerks in Württemberg e.V. (EBW) der Kirchenneubau als eine der sogenannten „Siebenbürgerkirchen“ errichtet werden. Es entstand eine einfache, asymmetrisch aufgebaute Saalkirche mit seitlich gesetztem Turm und einem seitlichen Anbau, der Sakristei und Orgelempore enthält. Der Kirchenraum ist durch das über dem Altarraum abgesenkte Schleppdach bestimmt.